# Китсы
Ки́тсы (эст. Kitsõ), ранее Козляево (эст. Kozlääevo), Китсекюла (эст. Kitseküla) и Ки́тсе (эст. Kitse) — деревня в волости Сетомаа уезда Вырумаа, Эстония. Исторически относится к нулку Коолина.
До административной реформы местных самоуправлений Эстонии 2017 года входила в состав волости Меремяэ.

## География и описание
Расположена в 29 километрах к юго-востоку от уездного центра — города Выру — и в 24 километрах к юго-западу от волостного центра — посёлка Вярска. Высота над уровнем моря — 135 метров.
Климат переходный от морского к континентальному. Официальный язык — эстонский. Почтовый индекс — 65312.

## Население
По данным переписи населения 2021 года, в Китсы насчитывалось 3 жителя, все — эстонцы.
По данным переписи населения 2011 года, в деревне проживали 3 человека, национальность неизвестна (сету в перечне национальностей выделены не были).
Численность населения деревни Китсы по данным переписей населения:
| Год  | 1959 | 1970 | 1979  | 1989 | 2000 | 2011 | 2021 |
| ---- | ---- | ---- | ----- | ---- | ---- | ---- | ---- |
| Чел. | 0    | ↗ 13 | ↗ 106 | ↘ 77 | ↘ 14 | ↘ 3  | → 3  |

По данным Регистра народонаселения, число жителей Китсы по состоянию на 29 апреля 2021 года составило 4 человека.

## История
В письменных источниках 1585–1587 годов упоминается Косляково-Вяхирево, 1882 года — Козликово, Вахорево (пустынь), 1886 года — Kitse kõrts (корчма Китсе), ~ 1900 года — Козляево, ~ 1920 года — Kozlääevo, 1928 года — Kitseküla.
В XIX веке деревня относилась к Печорскому приходу и входила в общину Сяпина.
В 1977 году, в период кампании по укрупнению деревень, с Китсы была объединена деревня Раба (ранее — Рябово).

## Происхождение топонима
Название деревни происходит от слов ′козёл′, ′козлик′. В Псковском районе есть несколько топонимов с таким же значением. Параллельное название Вахорево, возможно, происходит от личного имени Вахруша ‹ Вахромей ‹ Варфоломей (греч. Βαρθολομαῖος / Bartholomaios). В России есть несколько населённых пунктов с названием Вахрушево.